# Adam (Woiwode)
Adam († 13. Jahrhundert) war ein polnischer Woiwode von Sandomierz und Kastellan von Krakau.

## Leben
Adam war einer der Diplomaten von Bolesław dem Schamhaften von 1234 bis 1264. Zudem war er von 1244 bis 1246 Mundschenk (polnisch cześnik) von Sandomierz, von 1250 bis 1253 Kastellan von Wiślica, im Jahre 1253 Woiwode von Sandomierz und schließlich von 1255 bis 1264 Kastellan von Krakau.
Jan Długosz gibt in seiner Chronik für das Jahr 1259 an, dass Adam – dort fälschlich Clemens genannt – die Stadt vor dem Tatareneinfall verteidigte.